# Robert Hovhannissian
Robert Hovhannissian est un joueur d'échecs arménien né le 23 mars 1991 à Erevan.
Au 1er janvier 2025, Robert Hovhannissian est le sixième joueur arménien avec un classement Elo de 2 626.

## Biographie et carrière
Grand maître international depuis 2010, Hovhannissian remporte le championnat d'Arménie en 2011, puis la médaille d'argent au championnat du monde d'échecs junior 2011, à égalité de points avec le vainqueur Dariusz Świercz. La même année, il gagne avec l'Arménie la médaille d'or par équipe lors du championnat du monde d'échecs par équipe de 2011 et participe au championnat d'Europe par équipe (l'Arménie finit quatrième).
En 2012, 2014 et 2016, il finit deuxième du championnat d'Arménie. Robert Hovhannissian remporte à nouveau le championnat d'Arménie en 2024 et en 2025.